# Москера, Хейнер
Хейнер Алонсо Москера Бесерра (исп. Geiner Alonso Mosquera Becerra; род. 8 января 1984, Чигородо, Антьокия) — колумбийский легкоатлет, специалист по бегу на короткие дистанции. Выступал за сборную Колумбии по лёгкой атлетике в 2006—2011 годах, обладатель серебряной медали Боливарианских игр, многократный победитель и призёр первенств Южной Америки, участник летних Олимпийских игр в Пекине.

## Биография
Хейнер Москера родился 8 января 1984 года в городе Чигородо департамента Антьокия.
Впервые заявил о себе в лёгкой атлетике на международном уровне в сезоне 2006 года, когда вошёл в состав колумбийской национальной сборной и выступил на Играх Центральной Америки и Карибского бассейна в Картахене, где дошёл до полуфинала в беге на 400 метров и занял седьмое место в эстафете 4 × 400 метров. Позднее на чемпионате Южной Америки в Тунхе финишировал четвёртым на дистанции 400 метров и выиграл серебряную медаль в эстафете 4 × 400 метров. На молодёжном южноамериканском первенстве в Буэнос-Айресе в тех же дисциплинах получил серебро и бронзу соответственно.
В 2007 году на чемпионате Южной Америки в Сан-Паулу стал шестым в беге на 200 метров, пятым в беге на 400 метров, выиграл серебряную медаль в эстафете 4 × 400 метров, показал четвёртый результат в эстафете 4 × 400 метров.
На иберо-американском чемпионате 2008 года в Икике одержал победу на дистанции 400 метров, тогда как на чемпионате Центральной Америки и Карибского бассейна в Кали в финал не вышел. Благодаря череде удачных выступлений удостоился права защищать честь страны на летних Олимпийских играх в Пекине — в программе бега на 400 метров остановился на предварительном квалификационном этапе, показав результат 46,59.
После пекинской Олимпиады Москера остался действующим спортсменом на ещё один олимпийский цикл и продолжил принимать участие в крупнейших международных стартах. Так, в 2009 году на чемпионате Южной Америки в Лиме он взял бронзу в индивидуальном беге на 400 метров, одержал победы в эстафетах 4 × 100 и 4 × 400 метров. Помимо этого, в дисциплине 400 метров и в эстафете 4 × 400 метров стал шестым и девятым на чемпионате Центральной Америки и Карибского бассейна в Гаване. На Боливарианских играх в Сукре в тех же дисциплинах был четвёртым и вторым соответственно.
В 2011 году на чемпионате Южной Америки в Буэнос-Айресе трижды поднимался на пьедестал почёта: выиграл серебряные медали в беге на 400 метров, в эстафетах 4 × 100 и 4 × 400 метров. На чемпионате Центральной Америки и Карибского бассейна в Маягуэсе занял седьмое место в эстафете 4 × 400 метров. В 400-метровом беге дошёл до стадии полуфиналов на Панамериканских играх в Гвадалахаре.
Завершил спортивную карьеру по окончании сезона 2013 года.